# Cozad
La ville américaine de Cozad est située dans le comté de Dawson, dans l’État du Nebraska. Sa population s’élevait à 3 977 habitants lors du recensement de 2010.

## Source
- (en) Cet article est partiellement ou en totalité issu de l’article de Wikipédia en anglais intitulé « Cozad, Nebraska » (voir la liste des auteurs).